# Julija Stamatowa
Julija Stamatowa (bulgarisch Юлия Стаматова; * 4. Juni 1993 in Innsbruck) ist eine bulgarische Tennisspielerin.

## Karriere
Stamatowa begann mit fünf Jahren mit dem Tennisspielen und spielt hauptsächlich auf der ITF Women’s World Tennis Tour, auf der sie bisher drei Turniersiege im Einzel und 12 im Doppel erringen konnte.

## Turniersiege

### Einzel
| Nr. | Datum            | Turnier  | Kategorie   | Belag     | Finalgegnerin     | Ergebnis        |
| --- | ---------------- | -------- | ----------- | --------- | ----------------- | --------------- |
| 1.  | 10. Mai 2015     | Mytilini | ITF $10.000 | Hartplatz | Xenija Gaidarschi | 7:64, 1:6, 7:64 |
| 2.  | 13. Oktober 2019 | Tabarca  | ITF W15     | Sand      | Pia Lovrič        | 6:4, 6:3        |
| 3.  | 7. Mai 2023      | Monastir | ITF W15     | Hartplatz | Marie Villet      | 6:3, 7:65       |

### Doppel
| Nr. | Datum              | Turnier  | Kategorie   | Belag     | Partnerin                 | Finalgegnerinnen                         | Ergebnis         |
| --- | ------------------ | -------- | ----------- | --------- | ------------------------- | ---------------------------------------- | ---------------- |
| 1.  | 21. Dezember 2012  | Antalya  | ITF $10.000 | Sand      | Anastasia Grymalska       | Justine de Sutter Katerina Stewart       | 6:2, 3:6, [10:8] |
| 2.  | 21. Juni 2013      | Istanbul | ITF $10.000 | Hartplatz | Christina Shakovets       | Polina Leikina Lidsija Marosawa          | 6:2, 6:0         |
| 3.  | 18. Oktober 2014   | Iraklio  | ITF $10.000 | Hartplatz | Yumi Nakano               | Anita Husarić Laetitia Sarrazin          | 6:1, 6:2         |
| 4.  | 25. Oktober 2014   | Iraklio  | ITF $10.000 | Hartplatz | Réka Luca Jani            | Anna Bondár Dalma Gálfi                  | 6:4, 6:4         |
| 5.  | 4. Juli 2015       | Amarante | ITF $10.000 | Hartplatz | Olga Parres Azcoitia      | Maria Martinez Martinez Charlotte Roemer | 6:4, 6:3         |
| 6.  | 31. Juli 2015      | Istanbul | ITF $10.000 | Hartplatz | Anette Munozova           | Nikki Luttikhuis Claudia Williams        | 6:4, 6:3         |
| 7.  | 26. September 2015 | Antalya  | ITF $10.000 | Hartplatz | Ayla Aksu                 | Tamara Kupková Elina Nepli               | 7:5, 6:3         |
| 8.  | 26. Dezember 2015  | Antalya  | ITF $10.000 | Sand      | Aminat Kuschchowa         | Karin Kennel Nastja Kolar                | 7:5, 6:1         |
| 9.  | 10. März 2018      | Hammamet | ITF $15.000 | Sand      | Elizabeth Halbauer        | Giogia Marchetti Alice Matteucci         | 6:4, 6:3         |
| 10. | 9. März 2019       | Tabarca  | ITF W15     | Sand      | Silvia Njirić             | Vinciane Rémy Marie Temin                | 6:3, 6:3         |
| 11. | 17. November 2019  | Iraklio  | ITF W15     | Sand      | Ani Amiraghjan            | Oana Gavrilă Noelia Zeballos             | 6:1, 4:6, [10:7] |
| 12. | 2. November 2024   | Monastir | ITF W15     | Hartplatz | Luisa Meyer auf der Heide | Valerija Kargina Luise Reisel            | 6:4, 7:65        |